# Tîrnova (Edineț)
Tîrnova è un comune della Moldavia situato nel distretto di Edineț di 2.050 abitanti al censimento del 2004